# Parafia św. Wojciecha Biskupa i Męczennika w Krzemlinie
Parafia pw. św. Wojciecha Biskupa i Męczennika w Krzemlinie – parafia rzymskokatolicka należąca do dekanatu Lipiany, archidiecezji szczecińsko-kamieńskiej, metropolii szczecińsko-kamieńskiej. W parafii posługują księża archidiecezjalni. Według stanu na wrzesień 2018 proboszczem parafii był ks. Krzysztof Rostkowski. Obecnie (2023 r.) proboszczem parafii jest ks. Marek Pożarski.  

## Miejsca święte

### Kościół parafialny
Kościół św. Wojciecha Biskupa i Męczennika w Krzemlinie

### Kościoły filialne i kaplice
- Kościół Narodzenia Najświętszej Maryi Panny w Derczewie[1]
- Kościół św. Andrzeja Boboli w Sitnie[1]